# La Méthode zéro
Pour plus de détails, voir Fiche technique et Distribution.
La Méthode zéro (Zero Effect) est un film américain écrit et réalisé par Jake Kasdan, sorti le 27 mai 1998.
Il mélange des éléments de film policier, de comédie, et de comédie dramatique.

## Synopsis
Daryl Zero est un détective privé brillant. Consommateur d'amphétamines, il a des tendances paranoïaque et mégalomane, et un comportement asocial et agoraphobe. Ses troubles mentaux l'obligent à contacter ses clients par l'intermédiaire de son assistant, l'avocat Steve Arlo, le seul à entretenir des relations avec lui. Cependant, les fausses identités que Daryl Zero adopte lui permettent de sortir de chez lui malgré son agoraphobie, et de mener les enquêtes.
Les deux hommes se voient confier une enquête par le fortuné Gregory Stark, héritier d'un richissime industriel du bois. Il les charge de retrouver le maître chanteur qui lui soutire de l'argent depuis un an, et dont il ne supporte plus les menaces.
Le chantage s'avère être un quiproquo : Gregory Stark supposant que le maître chanteur fait dans ses lettres référence aux clefs d'un coffre bancaire, contenant des documents dont Stark refuse de dévoiler la nature à Daryl Zero. Les clefs s'avèrerent finalement être tombées non pas aux mains du maître chanteur, mais dans le canapé de Stark.
Le détective découvre cependant rapidement l'identité du maître chanteur : Gloria Sullivan, ambulancière dont il tombe amoureux. En continuant son enquête, il découvre que Gregory avait violé Clarissa Devereau plus jeune, alors qu'il était étudiant. Après s'être marié et avoir été embauché dans l'entreprise de son père, il avait reçu une lettre de chantage de Clarissa. Il avait alors engagé un tueur à gage pour la tuer. Le tueur à gage avait accompli sa mission, et découvert à cette occasion que Gloria avait une fille né du viol : Gloria, qu'il avait alors récupéré. Gloria, une fois son père retrouvé, avait fait du chantage à son tour, son propre corps constituant la preuve du viol et par extension du meurtre commandité par Gregory.
Daryl, ne souhaitant pas révéler les détails de l'affaire à son client, se contente de lui renvoyer l'argent d'un acompte déjà versé, la clé perdue du coffre, et la preuve qu'il contenait. Il reste ainsi dans l'ignorance qu'il a une fille. Gloria quitte néanmoins le pays pour échapper aux représailles éventuelles de Gregory.

## Fiche technique
- Titre original : Zero Effect
- Réalisation : Jake Kasdan
- Bande originale par The Greyboy Allstars

## Distribution
- Bill Pullman (VF : Pierre-François Pistorio) : Daryl Zero
- Ben Stiller (VF : Jean-Pierre Michaël) : Steve Arlo
- Ryan O'Neal (VF : Georges Poujouly) : Gregory Stark
- Kim Dickens (VF : Françoise Cadol) : Gloria Sullivan
- Matt O'Toole : Kragan Vincent
- Angela Featherstone : Jess
- Hugh Ross : Bill
- Sarah DeVincentis (VF : Virginie Méry) : Daisy
- Margot Demeter : Clarissa Devereau